# Pettersson und Findus (Fernsehserie)
Pettersson und Findus ist eine schwedisch-deutsche Fernsehserie von 2000. Sie ist eine Verfilmung der Buchvorlage von Sven Nordqvist und richtet sich vor allem an jüngere Zuschauer. Insgesamt liegen 52 Folgen in drei Staffeln vor.

## Synchronisation
Die erste Staffel wurde bei Synchron 80 GmbH, München synchronisiert, Buch und Regie machte Reinhard Brock. Für die zweite Staffel war die FFS Film- & Fernseh-Synchron GmbH zuständig, Buch und Regie machte Ursula von Langen.
| Rolle                      | Sprecher (1. Staffel) | Sprecher (2. Staffel)   | Sprecher (3. Staffel) |
| -------------------------- | --------------------- | ----------------------- | --------------------- |
| Pettersson                 | Harald Leipnitz       | Achim Höppner           | Achim Buch            |
| Findus                     | Lilian Brock          | Tobias John von Freyend | Gianluca Calafato     |
| Gustavsson                 | Horst Raspe           | Klaus Münster           |                       |
| Prillan                    | Anita Höfer           | Anita Höfer             |                       |
| Frau Andersson             | Ursula Traun          | Ursula Traun            |                       |
| Elsa                       | Doris Gallart         | Doris Gallart           |                       |
| Madame Fellini             | Dagmar Heller         | –                       |                       |
| Tiger                      | Achim Höppner         | –                       |                       |
| Axel                       | Johannes Raspe        | –                       |                       |
| Jäger                      | Walter von Hauff      | –                       |                       |
| Dr. Karlsson               | Walter von Hauff      | –                       |                       |
| Alfred                     | Hartmut Neugebauer    | –                       |                       |
| Briefträger                | Kai Taschner          | –                       |                       |
| König                      | Franz Rudnick         | –                       |                       |
| Singhild                   | –                     | Monika John             |                       |
| Hendrik                    | –                     | Ulrich Frank            |                       |
| Briefträger/Weihnachtsmann | –                     | Michael Habeck          |                       |
| Waldhüter                  | –                     | Gerd Mayer              |                       |

## Ausstrahlung
Bei der ersten Staffel von 1999 führte Albert Hanan Kaminski Regie. Insgesamt wurden 13 Folgen gedreht. Die zweite Staffel erschien zweigeteilt. Ein Teil der Folgen wurde 2006 veröffentlicht, die anderen bestehen aus dem Film Morgen, Findus, wird’s was geben und wurden erst 2012 der Staffel beigefügt. Sender der Erstausstrahlung im deutschsprachigen Fernsehen ist für beide Staffeln KI.KA. Die Serie war aber auch schon im ZDF und auf dem Schweizer Sender SF zwei zu sehen. Beide Staffeln wurden auch als DVD veröffentlicht. Zudem wurden einzelne Folgen in den drei Spielfilmen Pettersson und Findus, Neues von Pettersson und Findus und Kuddelmuddel bei Pettersson & Findus zweitverwertet.

## Episodenliste

### Staffel 1
| Nummer (gesamt) | Nummer (Staffel) | Titel                               | Handlung | Erstausstrahlung (KI.KA) |
| 01              | 01               | Eine Geburtstagstorte für die Katze | Findus will unbedingt eine Geburtstagstorte von Pettersson. Doch das ist gar nicht so einfach. | 17. August 2000          |
| 02              | 02               | Armer Pettersson                    | Pettersson ist traurig. Findus unternimmt alles, um ihn aufzuheitern. | 18. August 2000          |
| 03              | 03               | Ein Feuerwerk für den Fuchs         | Der Fuchs versucht in den Hühnerstall zu gelangen. Pettersson und Findus wollen ihm eine Lektion erteilen und basteln eine Falle.                                                                        | 21. August 2000          |
| 04              | 04               | Aufruhr im Gemüsebeet               | Pettersson hat ein Gemüsebeet angelegt, doch ständig macht ihm das irgendwer kaputt. Findus soll darauf aufpassen.                                                                                       | 22. August 2000          |
| 05              | 05               | Pettersson kriegt Weihnachtsbesuch  | Am Tag vor Weihnachten verstaucht sich Pettersson den Fuß. Das Weihnachtsfest droht auszufallen. | 28. August 2000          |
| 06              | 06               | Der Raketenkater                    | Pettersson und Findus geraten in einen fürchterlichen Schneesturm. Gerade noch können sie ein Iglu bauen.                                                                                                | 25. August 2000          |
| 07              | 07               | Pettersson zeltet                   | Auf dem Dachboden finden Pettersson und Findus ein Zelt. Beide machen sich nun auf den Weg zu einem Campingausflug.                                                                                      | 23. August 2000          |
| 08              | 08               | Findus und der Hahn im Korb         | Pettersson schenkt seinen Hennen einen Hahn. Findus ist jedoch gar nicht begeistert. | 24. August 2000          |
| 09              | 09               | Zirkus                              | Ein Zirkus kommt in die Stadt. Findus lernt den Tiger kennen und freundet sich mit ihm an. Diese Folge sowie die nachfolgenden basieren nicht mehr auf den Büchern.                                      | 29. August 2000          |
| 10              | 10               | Königlicher Besuch                  | Pettersson und Findus schreiben an den König einen Brief. Dieser soll einen Streit schlichten. Tatsächlich kommt der König mit seinem Gefolge.                                                           | 30. August 2000          |
| 11              | 11               | Petterssons Bruder                  | Petterssons Bruder Alfred kommt zu Besuch und kündigt an, sich in der Nähe niederzulassen. Da Alfred eine entsetzliche Nervensäge ist, versuchen Pettersson, Findus und Gustavson ihn davon abzubringen. | 31. August 2000          |
| 12              | 12               | Die Elchjagd                        | Beim Pilzesammeln treffen Pettersson und Findus auf einen Jäger, der versucht, einen Elch zu schießen. Sie locken den Elch mit belegten Broten in ihr Haus, um ihn vor dem Jäger zu schützen.            | 1. September 2000        |
| 13              | 13               | Mondmänner und Katzonauten          | Nachdem Findus im Radio von Laika hört, will er auch in den Weltraum. Pettersson versucht mit Hilfe der Hühner, ihm seinen sehnlichsten Wunsch zu erfüllen.                                              | 4. September 2000        |

### Staffel 2
| Nummer (gesamt) | Nummer (Staffel) | Titel                        | Handlung | Erstausstrahlung (KI.KA) |
| 14              | 01               | Wie Findus zu Pettersson kam | Die Folge erzählt die Geschichte, wie Pettersson zu Findus kam und wie er ihn beinahe wieder verloren hätte.                                                 | 8. Oktober 2006          |
| 15              | 02               | Ein toller Hecht             | Pettersson und Findus nehmen an einem Angelwettbewerb teil.                                                                                                  | 15. Oktober 2006         |
| 16              | 03               | Tapferes Seepferdchen        | Pettersson fällt beim Steinewerfen ins Wasser. Da bemerkt Findus, das Pettersson kaum schwimmen kann. Das will Pettersson aber nicht auf sich sitzen lassen. | 22. Oktober 2006         |
| 17              | 04               | Unerwünschte Gäste           | Drei Kraniche landen in Petterssons Gemüsebeet. Pettersson will sie verscheuchen, doch eine Ornithologin hat Interesse an ihnen.                             | 29. Oktober 2006         |
| 18              | 05               | Groß und klein               | Findus will endlich erwachsen sein. Als er am nächsten Morgen aufwacht, ist er groß und Pettersson klein.                                                    | 5. November 2006         |
| 19              | 06               | Schatzsuche                  | Pettersson und Findus entdecken eine Schatzkarte und versuchen den Schatz zu finden. Doch auch Gustavsson ist hinter dem Schatz her.                         | 12. November 2006        |
| 20              | 07               | Heute wird gerockt           | Als zufällig eine Rockband vorbeikommt, beschließen auch Pettersson, Findus und die Hühner mal richtig loszurocken.                                          | 19. November 2006        |
| 21              | 08               | Der Wunschzettel             | 1. Teil von Morgen, Findus, wird’s was geben | 6. Januar 2012           |
| 22              | 09               | Ein komischer Briefträger    | 2. Teil von Morgen, Findus, wird’s was geben | 6. Januar 2012           |
| 23              | 10               | Erfindungen                  | 3. Teil von Morgen, Findus, wird’s was geben | 7. Januar 2012           |
| 24              | 11               | Verloren und wiedergefunden  | 4. Teil von Morgen, Findus, wird’s was geben | 7. Januar 2012           |
| 25              | 12               | Wunder über Wunder           | 5. Teil von Morgen, Findus, wird’s was geben | 8. Januar 2012           |
| 26              | 13               | Der Weihnachtsmann kommt     | 6. Teil von Morgen, Findus, wird’s was geben | 8. Januar 2012           |

### Staffel 3
| Nummer (gesamt) | Nummer (Staffel) | Titel                                   | Handlung | Erstausstrahlung (KiKA) |
| 27              | 01               | Die Feder-Wohlfühl-Maschine             | Findus verspricht den Hühnern großspurig, ihnen eine Maschine zur Federpflege zu bauen. Er gibt diese schwierige Tüftelei dann aber an den handwerklich geschickteren Pettersson weiter. Der vergisst allerdings leider den Auftrag. Als die Hühner am nächsten Tag freudig die fertige Maschine erwarten und ihnen nichts präsentiert wird, sind sie tief enttäuscht. Der alte Mann und sein Kater erfahren nun, was es heißt, ein Versprechen nicht zu halten.      | 27. April 2021          |
| 28              | 02               | Eine Geigen-Schlafmusik                 | Als Findus eines Abends nicht einschlafen kann, spielt ihm Pettersson mit dem Grammophon Violinen-Musik vor. Damit klappt das Einschlummern dann prima, und Findus möchte das nun immer hören. Leider beschädigt er kurz darauf unabsichtlich das Abspielgerät. Pettersson erwähnt, dass er früher selbst einmal Geige gespielt hat. Als er sein altes Instrument auf dem Dachboden findet und loslegt, ist der Rest des Hofes aber nicht mehr so begeistert.         | 2. Mai 2021             |
| 29              | 05               | Überraschung für Pettersson             | Findus hat Petterssons Geburtstag vergessen, und das gleich am nächstag, und er hat darum auch kein Geschenk. Die Hühner sind dagegen bestens vorbereitet. Sie proben schon seit Tagen an einem Tanz-Ballett. Findus überlegt fieberhaft, was er selbst noch organisieren kann, aber auf die Schnelle fällt ihm nichts ein. So bittet er kleinlaut darum, bei der Show der Hühner mitmachen zu dürfen.                                                                | 30. April 2021          |
| 30              | 09               | Findus und das eigene Fahrrad           | Pettersson baut Findus ein eigenes Fahrrad. Die ersten vorsichtigen Fahrversuche gelingen eigentlich schon ganz gut. Also fühlt sich Findus zu schwierigeren Herausforderungen berufen. Als Pettersson schläft, wagt er eine rasante Hügel-Abwärts-Tour, was die Hühner in große Schwierigkeiten bringt. | 28. April 2021          |
| 31              | 10               | Findus und der Fahrradführerschein      | Die bisherigen Leistungen von Findus auf seinem neuen Fahrrad überzeugen die Hühner nicht. Mit dieser gefährlichen Situation wollen sie auf dem Hof nicht leben. Also verlangen sie, dass Findus seine Leistungen verbessert und veranstalten eine Fahrprüfung. | 1. Mai 2021             |
| 32              | 11               | Eine Mundharmonika verschwindet         | Findus langweilt sich. Um keine miese Stimmung aufkommen zu lassen, vertraut ihm Pettersson seine alte Mundharmonika an, mit der der kleine Kater ausnahmsweise ein bisschen spielen darf. Findus verspricht sein „allerbestes Achtgeben und“ probiert dann gleich draußen im Hof mit dem wertvollen Erbstück herum, bis er eine kleine Pause macht. Kurz darauf ist die Mundharmonika verschwunden.                                                                  | 29. April 2021          |
| 33              | 03               | Das Zischmonster                        | – | 11. Oktober 2021        |
| 34              | 04               | Fia und der Hühnerfloh                  | Huhn Fia ist todunglücklich: Ihr fallen die Federn aus. Mit einer Lupe entdecken Pettersson und Findus, dass sie einen Floh hat, der ihre Haut reizt. Fia muss also in Quarantäne. Pettersson und Findus überlegen dann, wie sie den lästigen Gast loswerden. Der ist allerdings hartnäckig. Selbst nach einer Apfelessigdusche, die Fia ertragen muss, will der Floh nicht verschwinden. Also muss „Doktor“ Findus ihn mit einer Floh-Falle überlisten.              | 11. Oktober 2021        |
| 35              | 06               | Der Traktor-Trick                       | Es ist heiß – wirklich sehr heiß! Ausgerechnet in dieser Hitze schwatzt Gustavsson dem alten Pettersson auch noch einen großen Bottich zum sofortigen Selbstabholen auf. Während alle auf dem Hof schwitzen und am liebsten gar nichts tun, muss Pettersson also zunächst seinen uralten, seit einiger Zeit ausgemusterten Traktor flott machen. Mit Findus organisiert er dann den Transport des Riesenteils auf den eigenen Hof.                                    | 12. Oktober 2021        |
| 36              | 07               | Mäusejagd                               | Das Selbstbewusstsein von Findus gerät in eine ernste Krise: Die Hennen werfen ihm vor, dass er keine echte Katze sein kann, weil er nun mal keine Mäuse jagt. Ein komischer Vorwurf, findet er. Denn Findus mag Mäuse eigentlich und verspürt gar keinen Grund für eine Jagd. Um aber nicht weiter aufgezogen zu werden, versucht er, den Vorstellungen der Hühner zu entsprechen. Wobei ihm das Mäusejagen mangels jeder Erfahrung überhaupt nicht gelingt.         | 12. Oktober 2021        |
| 37              | 08               | Eine stachelige Freundschaft            | Findus trifft in einer Ecke des Hofs ein neugieriges, kugeliges Stacheltier an – einen kleinen Igel. Der Kater will seinem neuen Freund nun unbedingt Dinge beibringen, die er selbst gerne mag. Findus’ Vorlieben wie Turnen und Klettern liegen einem kurzbeinigen Igel aber gar nicht. Das führt zu einigen harmlosen Unfälle. Als der Neuankömmling spurlos verschwindet, macht Findus sich Sorgen, dass er ihn mit seiner stürmischen Art vertrieben hat.        | 13. Oktober 2021        |
| 38              | 12               | Die Hühner-Meuterei                     | Es ist sehr windig und damit eine gute Gelegenheit, einen Drachen fliegen zu lassen. Findus übertreibt es aber, weil er großen Spaß daran hat, die Hühner mit seinen Flugmanövern zu ärgern. Das führt schließlich dazu, dass diese sich vehement weigern, weiter für diesen chaotischen, hühnerfeindlichen Hof Eier zu legen. Sie beschließen sehr spontan, zu Gustavsson auszuwandern. Auf dem Weg dorthin werden sie jedoch von einem hungrigen Bussard bedroht.   | 13. Oktober 2021        |
| 39              | 13               | Duell unterm Kirschbaum                 | Pettersson und Findus haben Kirschen gepflückt. Sie freuen sich über eine tolle Ausbeute von drei randvollen Eimern. Weil Petterson kurz zu Beda Anderson muss, bewacht Findus die Ernte. Doch dann erscheinen aggressive Raben und fordern den Kirschen-Sheriff Findus zu einer Art Duell heraus. Sie wollen ihm dreist die Kirschen stehlen und haben gute Karten, weil: Sie sind ja in der Überzahl. Einer gegen viele – da kann Findus doch gleich einpacken.     | 14. Oktober 2021        |
| 40              | 14               | Bei Katze und Hund geht es oft rund     | Hunde und Katzen sind eigentlich zu verschieden, um Freunde zu werden. Tatsächlich mochten sich Findus und Gustavssons Hund Harpo bei ihren bisherigen Treffen nicht besonders. Dann aber passiert etwas, bei dem sie sich gegenseitig helfen müssen. Zunächst rennt Findus in den Wald, weil er sich über Pettersson ärgert. Als er sich verläuft, folgt ihm Harpo mit seiner feinen Spürnase. Er entdeckt Findus, verletzt sich dabei aber. Und nun?                | 14. Oktober 2021        |
| 41              | 15               | Die tote Elster                         | Als Pettersson und Findus von einem Ausflug zurückkehren, entdecken sie im Hof eine tote Elster, die sie vorher immer regelmäßig besucht hat. Darüber sind natürlich alle sehr traurig. Pettersson sagt ihnen, dass die Elster wegen ihres hohen Alters gestorben ist. Alle beschließen, ihr ein schönes Begräbnis an ihrem Lieblingsort am Seeufer zu bereiten. Dabei erinnern sie sich an die kleinen und lustigen Erlebnisse, die sie mit ihr erlebt haben.        | 15. Oktober 2021        |
| 42              | 16               | Im Kürbis-König-Fieber                  | Findus wünscht sich wirklich sehr, einmal der Kürbiskönig des Dorfes zu werden. Deswegen kümmert er sich mit Hilfe von Pettersson in diesem Jahr intensiv darum, einen Riesenkürbis zu züchten. Aber die Konkurrenz schläft nicht. Gustavsson, der Dauersieger der letzten Jahre, und auch die alte Beda haben ganz eigene Tricks einer effektiven Düngung. Findus versucht stattdessen, seinen Kürbis mit einem Fruchtbarkeitstanz zum großen Wachsen anzuspornen.   | 15. Oktober 2021        |
| 43              | 17               | Der Held vom Wintersee                  | Es hat über Nacht geschneit und Findus will sofort Schlitten fahren. Allerdings müsste sein Schlitten dafür blitzschnell repariert werden. Aber Pettersson hat gerade keine Zeit. Denn Gustavsson bringt ihm einige aussortierte alte Töpfe und Pfannen vorbei. Da hat Findus eine Idee: Er möchte unbedingt die größte Pfanne behalten, um sie als Ersatzschlitten zu benutzen. Selbst Hund Harpo ist skeptisch: Ob das beim Rodeln geht?                            | 18. Oktober 2021        |
| 44              | 18               | Die verflixte Suche                     | Der Hof ist tief verschneit. Pettersson tanzt in seiner Küche ausgelassen mit den Hühnern herum. Findus möchte auch hereinkommen, doch leider fällt in dem Moment die morsche Türklinke ab. Weil ihn wegen der lauten Musik niemand hört, ist Findus ausgesperrt. Also macht er sich frierend auf dem Weg zu den Nachbarn. Er trifft dort Harpo und beide gehen zu Beda Andersson. Inzwischen sucht ihn Pettersson – allerdings verpassen sich alle immer ganz knapp. | 18. Oktober 2021        |
| 45              | 19               | Namenstag für alle                      | Es ist mitten im Dezember, als Findus beschließt, seinen sogenannten „Halb-jahresnamenstag“ zu feiern. Von so etwas hat Pettersson zwar noch nie gehört, aber er willigt trotzdem ein. Mit viel Aufwand bereitet der alte Mann ein köstliches Festmahl vor. Aber immer wenn sie mit dem jeweils nächsten Gang beginnen möchten, bittet ein anderes hungriges Wildtier um ihre Hilfe. Am Schluss bleiben ihnen nur ein paar Erbsen übrig.                              | 19. Oktober 2021        |
| 46              | 20               | Der verschmierte Brief                  | Beim Versuch, den Fuchs zu jagen, erschreckt Gustavsson mit seinen Schüssen Bedas Kuh. Beda schreibt daraufhin einen wütenden Beschwerdebrief an ihren rücksichtslosen Nachbarn. Als der Postbote auf seiner Tour einen Zwischenstopp bei Pettersson und Findus macht, fällt Findus der Brief von Beda versehentlich in die Suppe, sodass er nahezu unlesbar ist. Nun müssen Findus und Pettersson den Text neu erfinden, ohne dass jemand davon etwas merkt.         | 19. Oktober 2021        |
| 47              | 21               | Das Denk-Dran-Taschentuch               | Findus bemerkt in Petterssons Taschentuch mehrere Knoten: Wofür sollen die gut sein? Pettersson erklärt, dass es für ihn „Denk-Dran-Knoten“ sind. Jeder Knoten steht für eine wichtige Sache. Daraufhin arbeiten sie an diesem Tag Knoten für Knoten ab. Was durchaus anstrengt, denn der Alte hat oft ganz verrückte Zusammenhänge hergestellt. Aber mit vielen Umwegen finden Pettersson und Findus dann ein unbedingtes Denk-Dran nach dem anderen heraus.         | 20. Oktober 2021        |
| 48              | 22               | Der See und sein Ungeheuer              | Findus und Pettersson angeln auf dem See in einem alten Schlauchboot, das Pettersson seit Jahren ungenutzt aufbewahrt hat. Leider wird es durch eine Panne mit einem Angelhaken undicht. So landen beide unfreiwillig im Wasser. Wieder an Land erfindet Pettersson aus Spaß eine verrückte Geschichte von einem Seeungeheuer, das perfekt versteckt in ihrem See leben soll. Findus nimmt das Erzählte ernst, worauf Pettersson seine Flunkerei sehr peinlich ist.   | 20. Oktober 2021        |
| 49              | 23               | Der Mann, der vom Mond fiel             | Findus fragt Pettersson beim Betrachten des Nachthimmels, ob auf dem Mond Menschen leben und ob die nicht bei einem Mond-Erdbeben herunterfallen könnten. Die Idee ist ja wohl zu verrückt. Doch dann fällt in dieser Nacht tatsächlich ein Mann vom Mond auf ein nahes Feld. Findus wacht davon auf und will dem Fremden helfen, wieder nach Hause auf den Mond zu kommen. Ihre ersten Versuche dafür gehen aber leider schief. Ob Pettersson Rat weiß?              | 21. Oktober 2021        |
| 50              | 24               | Das kleine Graue aus dem Ei             | Findus findet ein verlassenes Ei am See. Er bringt es mit nach Hause, und aus ihm schlüpft plötzlich ein kleines graues Schwanenküken. Findus beschließt, sich um das Küken zu kümmern. Aber die Hühner zweifeln an Findus’ Fähigkeiten, dem kleinen Küken das zu zeigen, was es unbedingt wissen muss. Als Kater kann Findus dem kleinen Schwan zum Beispiel nicht das Fliegen beibringen. Als Federvieh-Papa ist er wohl doch nicht so perfekt geeignet.            | 21. Oktober 2021        |
| 51              | 25               | Das Rätsel vom Stiefel im Goldfischglas | Es ist ein regnerischer Tag. Findus langweilt sich sehr, weil er nicht raus zum Spielen kann. Um ihn abzulenken, erzählt Pettersson, wie einer seiner Stiefel in sein Goldfischglas kam. Zunächst berichtet er, wie er die Goldfische gewann und dann feststellte, mit ihnen sprechen zu können. Weil das klappte, baten sie ihn um etwas, wodurch am Ende der Ereignisse ein Stiefel von Pettersson in ihrem Glas landete. Ist das nun wahr oder erfunden?           | 22. Oktober 2021        |
| 52              | 26               | Der allerlängste Tag des Jahres         | Findus möchte keine Sekunde des Mittsommertages verpassen, an dem die Sonne im Jahr am längsten scheint. Er wettet mit den Hühnern, dass er die ganzen 20 Stunden über wach bleibt. Nun kämpft er den ganzen Tag mit der Schläfrigkeit, besiegt diese jedoch mit Aktionen wie Möbel aufstellen, Festplatz schmücken, Blumen pflücken, Kränze binden. Als es dann in den Abend hinein geht, ist er dann doch kurz davor aufzugeben.                                    | 22. Oktober 2021        |

## Auszeichnungen
- Deutschland: Goldene Schallplatte
  - 5× Gold
  - 1× Platin[2]

- Deutschland: Goldene Schallplatte (Musikvideo-Award)
  - 15× Platin